# Враг мой (фильм)
«Враг мой» (англ. Enemy Mine) — американский кинофильм, завоевавший в 1985 году приз международного кинофестиваля в Авориазе («Авориаз-86»). Экранизация одноимённой повести американского писателя-фантаста Барри Б. Лонгиера.

## Сюжет
Тэглайн: 

«Враги, потому что научены быть ими. Союзники, потому что пришлось стать ими. Братья, потому что осмелились быть ими» 
Оригинальный текст (англ.)
«Enemies because they were taught to be. Allies because they had to be. Brothers because they dared to be.» 

В конце XXI века человечество, пытаясь овладеть богатой ресурсами звёздной системой, столкнулось с цивилизацией рептилоидных гуманоидов — драков. Между цивилизациями разгорелась война.
Эскадрилья космолётов драков приближается к земной космической базе, на бой вылетают истребители землян. Пилот истребителя землянин Уиллис Дэвидж бросается в погоню за истребителем драков, уничтожившим корабль его товарищей. Дэвидж, пылая жаждой мести, преследует подбитый корабль обидчика, несмотря на то что тот пытается скрыться в атмосфере неисследованной планеты Файрин-4. Драк катапультируется, и его неуправляемый корабль сталкивается с истребителем Дэвиджа. Дэвидж сажает разбитый корабль на поверхности планеты. Товарищ Дэвиджа Джо умирает от тяжёлых ранений.
Обуреваемый жаждой мести Дэвидж отправляется к капсуле драка. При попытке найти наилучшую точку для выстрела в драка Дэвидж роняет свой пистолет в озеро. Начинается сильный дождь, и драк ныряет в воду, чтобы от него укрыться. Дэвидж видит в этом свой шанс — он выливает в озеро горючее из разбитых резервуаров спасательной шлюпки, поджигает его в ожидании, что драк не сможет всплыть в огне, и пытается взять из шлюпки вражеское оружие. Однако защитная система парализует Дэвиджа, а драк, которому огонь не причинил вреда, берёт землянина в плен. Ночью начинается метеоритный дождь, драк развязывает Дэвиджа, они укрываются под навесом. Дэвидж находит нож, но не решается убить спящего драка.
На следующий день герои перебираются в лес и строят укрытие от метеоритов. Дэвидж и драк — Шиген из рода Джерибба, — которого землянин зовёт «Джерри», постепенно осваивают языки друг друга и преодолевают взаимную неприязнь. Бывшие враги много беседуют. Драк потрясён тем, что некоторые цитаты «великого мудреца землян Микки-Мауса» совпадают с цитатами великого мудреца драков Шисмара. Дэвидж падает в яму, где едва не попадает на обед к местному хищнику, напоминающиму «муравьиного льва». Драк спешит на крик землянина и убивает хищника. Джерри обучает Дэвиджа своему языку и дарит ему Талман как последователю своего учения. 
Дэвиджу не дают покоя видения прилетающих на планету кораблей, и он отправляется на поиски; Джерри отказывается сопровождать его. Дэвидж действительно находит на планете следы пребывания людей, но, к своему ужасу, осознаёт, что это Падальщики — отщепенцы, добывающие полезные ископаемые, использующие драков в качестве рабов. От этих зверей в людском обличии нельзя ждать помощи: хотя они и убивают драков, их не любит даже земной космофлот. Вернувшись к Джерри, Дэвидж утверждает, что никого не нашёл. Он узнаёт, что Джерри ожидает рождения потомка: драки не являются двуполыми, беременность у них возникает как часть естественного жизненного цикла — и Джерри отказался сопровождать Дэвиджа потому, что ощутил её наступление. Драк даёт будущему потомку имя Заммис и добивается от Дэвиджа обещания отвезти того на планету драков, где на церемонии принятия ребёнка в общество его родитель или опекун должен по памяти воспроизвести его родословную. Дэвидж выучивает наизусть родословную рода Джерибба, составляющую 170 поколений.
Один из «муравьиных львов» подкапывается под их убежище и пытается утащить спящего Джерри. Проснувшийся Дэвидж, не имея времени на раздумья, голыми руками швыряет горячие угли из костра в морду хищнику, вынуждая того выпустить жертву. Джерри спасён, но «муравьиный лев» в агонии разрушает убежище, вынуждая их переселиться в пещеру.
Джерри чувствует приближение рождения ребёнка — однако беременность пошла неправильно, и Джерри умирает. Чтобы ребёнок появился на свет, Дэвиджу приходится вскрыть живот драка. Исполняя клятву, он в одиночку растит Заммиса, рассказывая ему о людях и драках. Воспитанник называет Дэвиджа дядей.
На планету снова приземляются Падальщики. Дэвидж предупреждает Заммиса об опасности и запрещает ему приближаться к месту посадки. Однако обуреваемый любопытством Заммис, который никогда не видел других живых людей или драков, нарушает запрет и оказывается схвачен двумя Падальщиками. Юный драк пытается бежать, один из Падальщиков собирается пристрелить его, но погибает от стрелы подоспевшего Дэвиджа. Дэвидж пытается убить и второго, но паникующий Заммис выбегает на линию огня, лишая его возможности выстрелить, и второй Падальщик стреляет в Дэвиджа.
Вскоре бездыханное тело Дэвиджа подбирает поисковая партия космофлота. Дэвиджа считают мёртвым, но когда член похоронной команды находит у него на груди Талман и пытается сорвать книгу, Дэвидж проявляет признаки жизни. Его везут в медицинский отсек, где автохирург извлекает пулю; в бреду Дэвидж разговаривает на языке драков.
Оправившись от раны, Дэвидж докладывает о ситуации командованию, однако военные не предпринимают никаких мер. Видя это, Дэвидж угоняет истребитель и самостоятельно летит на Файрин-4. Пробравшись на корабль-фабрику Падальщиков, он провоцирует восстание драков-рабов, которые верят ему, увидев подаренный Джерри Талман. Начальник фабрики, ненавидящий драков садист-ксенофоб, в драке оглушает Заммиса и Дэвиджа и пытается избавиться от них, сбросив обоих в котёл с расплавленным металлом, но погибает от выстрела одного из восставших драков, завладевших оружием.
По окончании войны Дэвидж отвёз драков и Заммиса на родную планету драков. Он перечислил всех предков Заммиса перед Советом планеты. Впоследствии Заммис, представляя уже своего ребёнка перед советом, вписывает имя Уиллиса Дэвиджа в родословную Джерриба.
P. S. Книжный конец сильно отличается от фильма: там нет ни фабрики, ни поединка с ее начальником. Дэвидж попадает в плен к дракам, а после заключенного перемирия возвращается на родную планету. Обеспокоенный судьбой Заммиса, он отправляет запрос в метрополию драков и, не получив ответа, лично летит на родину своего друга Джерри. Там Дэвидж добивается встречи с Джерибба Гоцигом, главой рода, и, три часа подряд рассказывая ему выученную наизусть историю рода Джерибба, убеждает старика, что он лично знал его потомка. Гоциг, обладающий на планете огромной властью, нажимает на нужные рычаги, и его агенты быстро находят Заммиса, заключенного правительством в психиатрическую лечебницу. Заммис утверждал вещи, недопустимые для военной клики: что люди и драки - братья по разуму, и война между ними является глупым недоразумением. Гоциг и Дэвидж прорываются в клинику, где одурманенный наркотиками Заммис все-таки узнает своего дядю. 
Роман заканчивается на планете Файрин-4, где дружно живут колонизировавшие ее люди и драки. И Дэвидж, уже глубокий старик, нянчит на своих коленках внука Джерибба Заммиса.

## В ролях
| Актёр                | Роль                            |
| -------------------- | ------------------------------- |
| Деннис Куэйд         | Уиллис Дэвидж                   |
| Луис Госсетт-младший | Джериба Шиган «Джерри»          |
| Брайон Джеймс        | Стаббс предводитель Падальщиков |
| Ричард Маркус        | Арнольд                         |
| Кэролин Маккормик    | Морзе                           |
| Бампер Робинсон      | Заммис                          |
| Бэрри Стокс          | Хук                             |
| Эмили Вудс           | Симпсон                         |
| Херб Андресс         | Хоппер                          |
| Скотт Крафт          | Джонатан брат Стаббса           |

## Съёмочная группа
- Автор сценария: Эдвард Хмара
- Режиссёр: Вольфганг Петерсен
- Продюсер: Стивен Фридмэн
- Оператор: Тони Айми
- Композитор: Морис Жарр
- Художник: Рольф Зехетбауэр
- Костюмы: Моника Бауэрт
- Монтаж: Ханнес Найкел

## Съёмки
На режиссёрское место прочили Терри Гиллиама, но тот отказался, предпочтя поработать над собственным проектом — «Бразилией». Также предлагали снять фильм Дэвиду Линчу. В конце концов, выбрали Ричарда Лонкрейна. Но тут появилась более подходящая, по мнению продюсеров, кандидатура — Вольфганг Петерсен.
Первоначально фильм был снят на архипелаге Вестманнаэйяр (возле южного побережья Исландии). В результате трений между режиссёром и продюсерами проект был закрыт. Через год Петерсен заново отснял весь фильм. Съёмки проходили на баварской киностудии (Мюнхен, часть декораций сохранилась до сих пор, их можно увидеть во время экскурсии по киностудии), но некоторые сцены были отсняты на пленэре — на одном из Канарских островов (вулканические ландшафты и зелёное озеро. Эти пейзажи можно увидеть, посетив национальный парк Монтанья-дель-фуэго на острове Лансароте).
Озеро, возле которого происходит первая встреча человека и драка, было изготовлено для съёмок фильма Петерсена «Лодка» (1981). Также при съёмках фильма «Враг мой» использовались декорации, сделанные для другого фильма Петерсена — «Бесконечная история» (1984).
Луис Госсетт, сыгравший инопланетянина, сам придумал для него необычный «булькающий» «акцент». Он полоскал слюну в горле так, как это делают грудные дети.
Продюсеры заставили Э. Хмару добавить в сюжет шахту, чтобы удовлетворить тех зрителей, которые восприняли название как «Вражеская шахта».
У фильма мог быть более длинный финал. По крайней мере, Петерсен отснял сцену, в которой Заммис представляет Дэвиджа своим родственникам на родной планете.

## Критика
Идея повести и фильма не теряет актуальности, передавая вневременной архетип, в котором можно представить любую пару врагов.
На сайте Rotten Tomatoes фильм получил рейтинг 59 % на основе 27 обзоров.

## Факты
- «Враг мой» вдохновил на создание песни «Неразлучные враги» (Inseparable Enemies) группы Star One в альбоме Space Metal.

## Ремейк
В июне 2024 года стало известно что студия 20th Century Fox снимет ремейк «Враг мой». Терри Маталас отвечающий за сериал Звёздый путь: Пикар напишет сценарий.